# Jaskinia Partyzancka II
Jaskinia Partyzancka II – jaskinia, a właściwie schronisko, w dolinie Jaworzynce w Tatrach Zachodnich. Wejście do niej znajduje się w Żlebie pod Czerwienicą, w zboczu Jaworzyńskiej Czuby, w pobliżu Jaskini Partyzanckiej I, na wysokości 1412 metrów n.p.m. Jaskinia jest pozioma, a jej długość wynosi 5 metrów. 

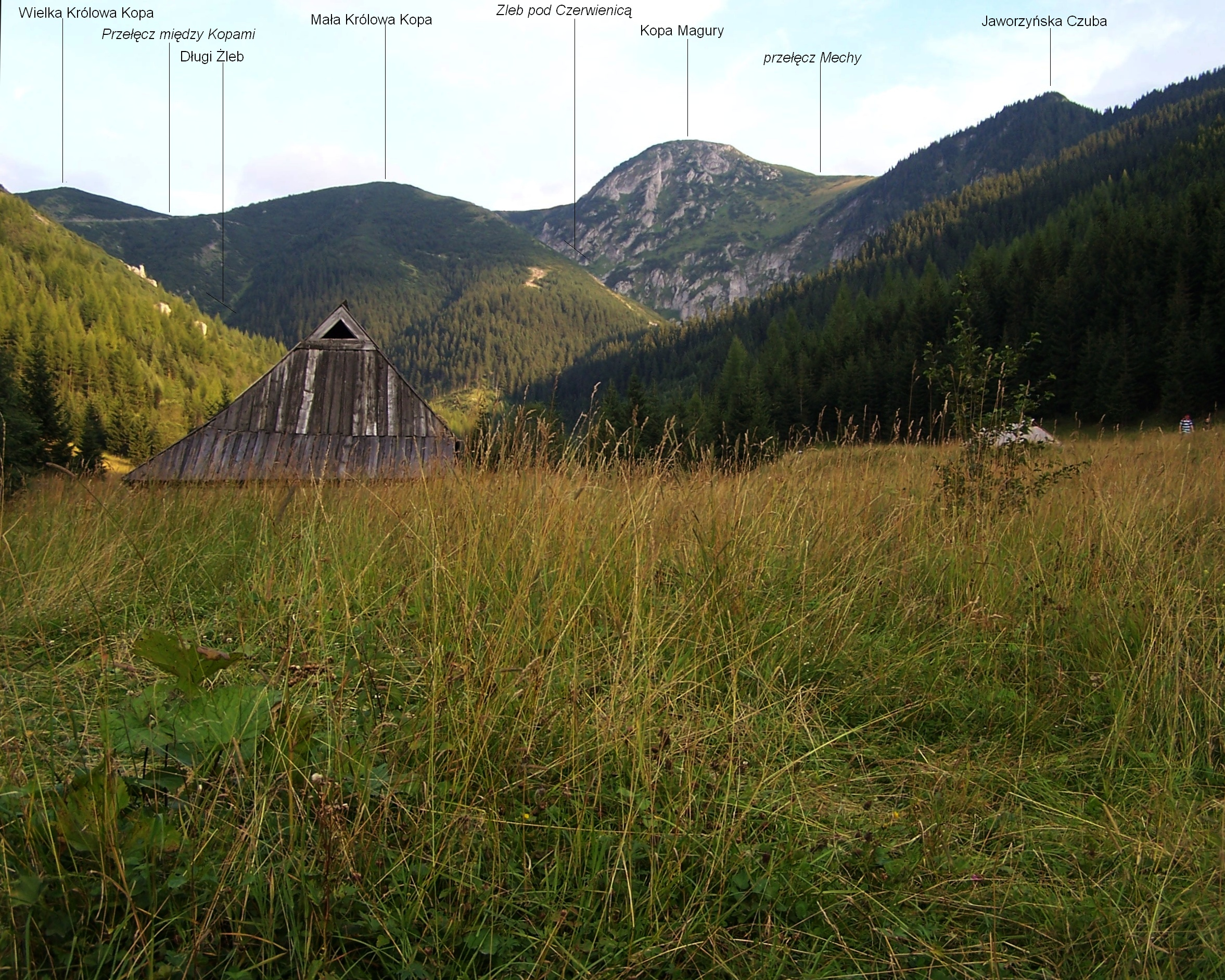
Dolina Jaworzynka

## Opis jaskini
Jaskinię stanowi obszerna sala do której prowadzi duży otwór wejściowy. Odchodzi z niej krótka szczelina i niewielka nyża.

## Przyroda
W jaskini brak jest nacieków. Na ścianach rosną mchy, porosty i glony.

## Historia odkryć
Jaskinia była znana od dawna. Podobno w okresie II wojny światowej ukrywali się w niej partyzanci.